# كيريل كارو
كيريل كارو هو ممثل روسي إستوني ولد في 24 فبراير 1975.